# Капнохори
Капнохори (грч. Καπνοχώρι) је насељено место у општини Кожани у периферији Западна Македонија, Грчка. Према попису из 2021. године био је 221 становник.
Према бугарском географу и историчару, Василу Канчову, у Капнохорију је 1900. године живело 354 Турака. Године 1923. турско становништво је принудно исељено у Турску а на њихово место су насељене караманлијске избегличке породице, којих је на попису из 1928. године било 316. Село се раније звало Софулар.